# Aéroport international Joshua Mqabuko Nkomo
L'aéroport international Joshua Mqabuko Nkomo est un aéroport de Bulawayo, au Zimbabwe (code IATA : BUQ • code OACI : FVBU). Initialement connu comme l' Aéroport de Bulawayo, il a été rebaptisé en l'honneur de Joshua Nkomo, le leader et fondateur de l'Union du peuple africain du Zimbabwe, en 2001,.

## Situation
| Bulawayo Hararé Victoria · Falls |

## Compagnies aériennes et destinations
| Compagnies         | Destinations                                   |
| ------------------ | ---------------------------------------------- |
| Airlink            | Johannesbourg OR Tambo, Le Cap                 |
| Air Zimbabwe       | Harare, Johannesbourg OR Tambo, Victoria Falls |
| Ethiopian Airlines | Addis-Abeba Bole                               |
| Fastjet Zimbabwe   | Harare, Johannesbourg OR Tambo                 |

Édité le 07/10/2017  Actualisé le 19/11/2023